# Devinska Nova vas
Devinska Nova vas (slovaško Devínska Nová Ves, madžarsko Dévényújfalu, hrvaško Devinsko Novo Selo, nemško Theben-Neudorf) je mestni okraj Bratislave.
Devinska Nova vas ima najmočnejšo skupnost hrvaške manjšine (ti. gradiščanski Hrvati) na Slovaškem. V tej vasi se je rodil hrvaški pisatelj Šimon Knefac (1752–1819).